# IVL C.VI.25
IVL C.VI.25 là loại máy bay tiêm kích của Phần Lan trong thập niên 1920, do hãng IVL thiết kế chế tạo. Đây là một sự phát triển xa hơn của loại IVL C.24.

## Quốc gia sử dụng
Phần Lan
- Không quân Phần Lan

## Tính năng kỹ chiến thuật (C.VI.25)
Dữ liệu lấy từ Thulinista Hornettiin
Đặc điểm tổng quát
- Kíp lái: 1
- Chiều dài: 6,9 m (22 ft 6 in)
- Sải cánh: 9,5 m (31 ft 2 in)
- Chiều cao: m (ft in)
- Diện tích cánh: m² (ft²)
- Trọng lượng rỗng: kg (lb)
- Trọng lượng có tải: kg (lb)
- Trọng tải có ích: kg (kg)
- Trọng lượng cất cánh tối đa: 843 kg (1.854 lb)
- Động cơ: 1 × Siemens-Halske Sh.IIIA, 119 kW (160 hp)

 Hiệu suất bay 
- Tốc độ không vượt quá: km/h (knot, mph)
- Vận tốc cực đại: 210 km/h (113 knot, 130 mph)
- Vận tốc hành trình: km/h (knot, mph)
- Vận tốc tắt ngưỡng: km/h (knot, mph)
- Tầm bay: km (nm, mi)
- Trần bay: m (ft)
- Vận tốc lên cao: m/s (ft/phút)
- Tải trên cánh: kg/m² (lb/ft²)
- Công suất/trọng lượng: W/kg (hp/lb)